# 과들루프큰눈박쥐
과들루프큰눈박쥐(Chiroderma improvisum)는 주걱박쥐과(신세계잎코박쥐과)에 속하는 박쥐의 일종이다. 과들루프와 몬트세랫에서 발견된다. 1989년 닥친 허리케인 후고때문에 서식지 감소로 대부분 멸종 위협을 받고 있으며, 1989년 개체수의 90%가 사라졌다. 과들루프 일부 지역에서 지역적으로 멸종된 것으로 추정하고 있다.